# Pterostichus sejungendus
Pterostichus sejungendus är en skalbaggsart som beskrevs av Maximilien de Chaudoir. Pterostichus sejungendus ingår i släktet Pterostichus och familjen jordlöpare. Inga underarter finns listade i Catalogue of Life.